# Ohaji/Egbema
Ohaji/Egbema è una delle ventisette aree a governo locale (local government areas) in cui è suddiviso lo stato di Imo, in Nigeria. Estesa su una superficie di 890 chilometri quadrati, conta una popolazione di 182.538 abitanti.